# Palacio Petrucci
El palacio Petrucci es un edificio monumental de Nápoles, Italia. Está situado en Piazza San Domenico Maggiore, en pleno centro histórico de la ciudad, al lado de Spaccanapoli.

## Historia y descripción
El palacio fue construido a principio de siglo XV por la familia Del Balzo y en la mitad del siglo pasó a Antonello Petrucci, secretario del rey Fernando I de Nápoles, luego involucrado en la "Conspiración de los Barones" anti-aragonesa y, por eso, ejecutado.

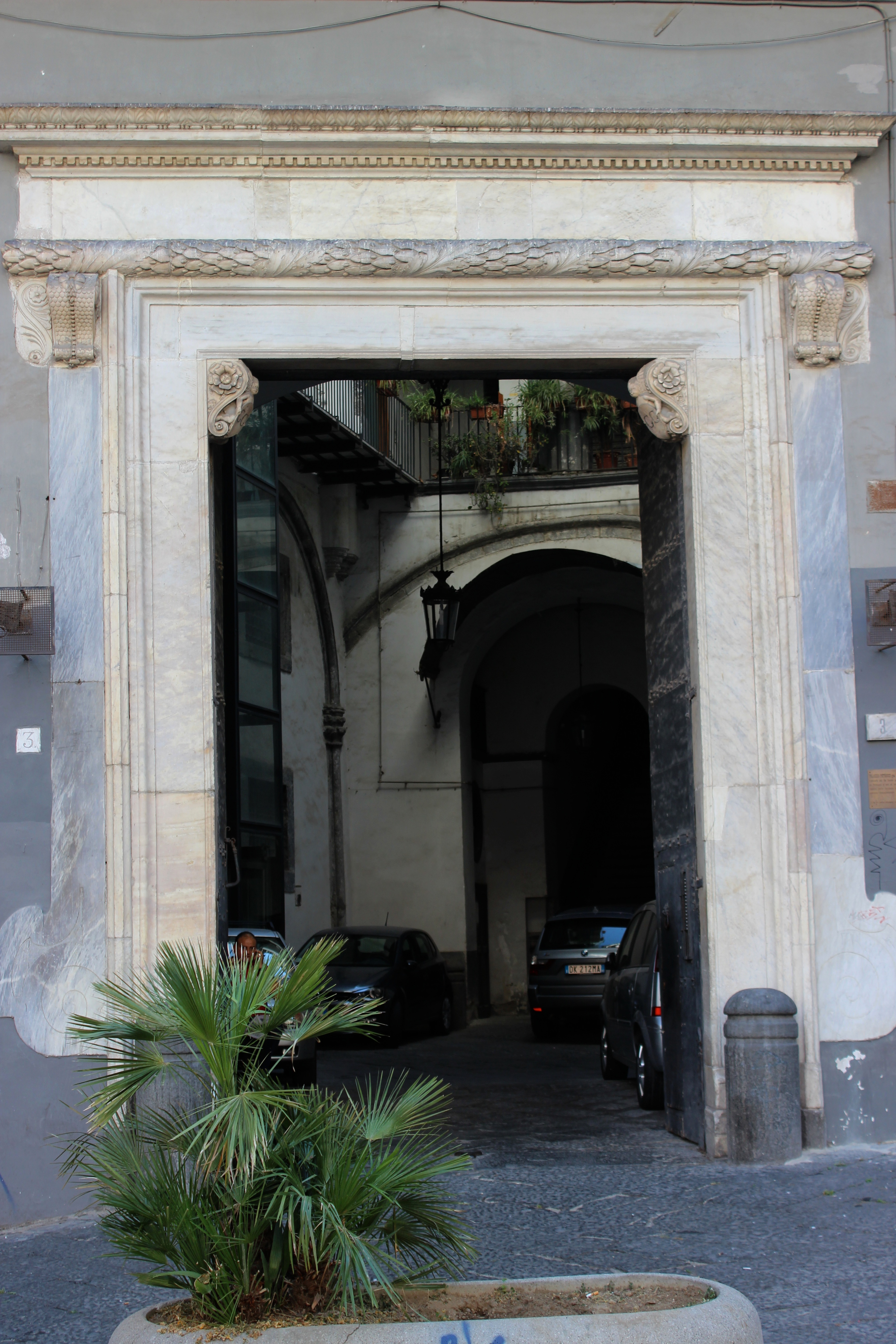
La portada.

En los años siguientes, el edificio fue muy modificado tras la adquisición por parte de la familia D'Aquino, propietaria del edificio hasta 1688, año en que un terremoto lo daño gravemente. Posteriormente fue vendido a los gobernadores del banco del Santissimo Salvatore.
A lo largo del siglo XVII, se llevaron a cabo las más drásticas intervenciones de renovación del palacio, adecuando los interiores a la nueva función y al estilo barroco, visible hasta el siglo XIX, cuando el arquitecto Giuseppe Califano lo transformó en estilo neoclásico, el que todavía puede apreciarse en la fachada principal. En esta época, se realizaron muchas decoraciones del interior, sin modificar radicalmente la fachada exterior, como muchos de los frescos presentes en la primera y segunda planta.
Tras la abolición del banco, ocurrida a comienzos del siglo XIX, el palacio pasó al Estado y, posteriormente, volvió al uso de residencia privada. Fueron llevadas a cabo otras obras, tanto en el interior como en el exterior, con la consiguiente inclusión de la tercera planta. Del antiguo edificio, sólo queda la portada de mármol del siglo XV, obra de Angelo Aniello Fiore, que presenta motivos ornamentales de hojas de roble y acanto; las logias y el arco rebajado del vestíbulo son de origen típicamente catalán.